# Исмаил Эфенди
Исмаил Эфенди (Исмаил аш-Шинази, Исмаил Шиназский) (1753/54—1798/99) — рутульский астроном, математик, философ XVIII века; автор научных трудов на арабском языке. Считается первым в истории Дагестана астрономом; создал первую в регионе астролябию. В Шиназе им были открыты школа, библиотека и первая на Кавказе астрономическая обсерватория.
В XVII веке в Шиназе эфенди Исмаил открыл школу, в которой изучали философию, логику, математику, астрономию, медицину. В начале XVIII века Исмаил Эфенди создал первую в Дагестане обсерваторию. Развалины астрономической школы сохранились до сегодняшнего дня в селе Шиназ.
Исмаил Эфенди составил описание и руководство для применения астролябии на практике. Сам Исмаил Эфенди получил образование у Голодинского Молламухаммеда, Исы из Шамгады и Али из Келеба.
Исмаил Эфенди обучал своих учеников астрономии по книге «Хуласат ал-Хисаб». С помощью астрономических приборов он обучал способам измерять горные высоты. Однако никто кроме него не сумел применять эти способы. Также он преподавал и написал множество трудов по математике, философии и инженерии. Занимался также медициной, логикой.

## Биография
Исмаил Эфенди родился в селе Шиназ. Он происходит из династии учёных из тухума Саидар, сложившейся, по преданию, в Шиназе ещё в XIII веке. Предком Исмаил Эфенди был Саид Эфенди I. В письме, датируемом началом XIV века, ширваншах называет Саида Эфенди I великим устазом (араб. أستاذ‎ — учитель) и просит прочитать его труд, дать благословение учености его. У Исмаила Эфенди также был сын по имени Саид, учённый, богослов.

## Научные труды
Исмаил Эфенди оставил после себя множество комментариев и глоссариев по различным областям науки. Основным занятием Исмаила Эфенди и его учеников было усовершенствование астрономических приборов.
До нас дошла лишь одна из рукописей Исмаила Эфенди, которая находится в рукописном отделе ДГУ. Рукопись эта состоит из нескольких научных трудов самого Исмаила, которые пока остаются неизученными. Завершает он свой научный труд следующими словами:

Завершаю эту книгу в день четверга перед закатом солнца в медресе нашего крупного учёного Абдурагима-Эфенди ал-Микрахи с помощью Всемогущего Аллаhа рукой Исмаила аш-Шинази в 1188 году (1771)
— Исмаил-Эфенди Шиназский
Далее добавил:

Я написал эту книгу красивым почерком, истратив много времени из жизни, но придет время — я умру, и продадут мой кропотливый труд по очень дешёвой цене!
— Исмаил-Эфенди Шиназский
Дагестанский учёный Али Каяев в своей книге «Биография дагестанских ученых» пишет об Исмаиле Эфенди: «Исмаил-Эфенди происходил из селения Шиназ, расположенном в Самурском округе. Известен как первый астроном в Дагестане. Он пользовался книгой „Хуласат ал-Хисаб“, по которой обучал астрономической науке. С помощью астрономических приборов он обучал способам измерять горные высоты. Однако никто кроме самого Исмаила Эфенди не сумел применять эти способы. Кроме астрономии Исмаил Эфенди преподавал такие науки, как математика, инженерия, философия. Он также написал много научных трудов по этим наукам. Не известно, где изучал эти науки Исмаил Эфенди. Но, очевидно, что учился он этим наукам у учёных в соседних областях Ширвана и Азербайджана. Исмаил Эфенди был одним из учёных людей двенадцатого века (по хиджре), он был жив ещё в 1195 году (1780 г.)»

## Предметы, связанные с Исмаилом
В 1970-е годы рутульскими исследователями был обнаружен телескоп Исмаила Эфенди, которым он пользовался в XVIII веке. Находился он в краеведческом музее города Уфы. Исследователи сделали подробное описание этого прибора, но не смогли вернуть его на родину. 
В начале 1980-х гг. учеником сельской школы в развалинах бывшей астрономической школы Исмаила был найден нож с ценным изображением, нанесенным на клинок. Ученые Московского археологического института, изучив эту находку, пришли к выводу, что изображение на клинке ножа представляет большой научный интерес.